# Сеидзаде, Багир Миргасым оглы
Багир Миргасым оглы Сеидзаде (азерб. Bağır Mirqasım oğlu Seyidzadə; 9 августа 1912, Эривань, Кавказское наместничество — 24 марта 1968, Баку) — известный азербайджанский государственный и общественный деятель, дипломат, журналист и переводчик, Заслуженный работник культуры Азербайджанской ССР.

## Биография
Багир Сеидзаде родился 9 августа в 1912 году в городе Эривань. Его отец Миргасым Сеидзаде был купцом. В 1918 году семья покинула Эривань, переехав в Тифлис.
В 1925 году Багир Сеидзаде уехал в Баку. Он начал работать на фабрике Тагиева, переименованной впоследствии в фабрику им. Ленина, затем поступил на рабфак. По окончании рабфака в 1930 году в течение нескольких месяцев работал в редакции газеты «Кяндли» в качестве корректора. Окончил факультет технологии нефти Азербайджанского индустриального института.
В 1932—1940-х годах работал в газете «Гяндж ишчи» переводчиком, замредактора и редактором.
В 1940—1944-х годах был секретарем ЦК ЛКСМ Азербайджанской ССР.
Закончив дипломатические курсы в Москве, в 1944 году был направлен на дипломатическую работу в Иран, в город Маку. В 1944—1948 годах работал вице-консулом и генеральным консулом в Тебризе.
После возвращения из Ирана в Баку был назначен министром кинематографии Азербайджанской ССР. По поручению правительства создал Управление по делам печати и возглавил его. Впоследствии Управление было объединено с Министерством культуры Азербайджанской ССР, и он был назначен заместителем министра культуры.
Будучи по призванию журналистом и с юных лет занимаясь переводами классиков мировой литературы на азербайджанский язык, Багир Сеидзаде всю свою жизнь посвятил избранной профессии. Он является автором переводов ряда произведений из цикла «Жизнь замечательных людей» на азербайджанский язык. Переводы Багира Сеидзаде неоднократно издавались в Азербайджане.
Багир Сеидзаде — автор книги «Впечатления о Китае». Его переводы из серии «Жизнь замечательных людей» — «В. Гюго» Н. Муравьевой, «Эварист Галуа» Леопольда Инфельда, «Избранные педагогические встречи» Песталоци.
В конце своей жизни Багир Сеидзаде работал заместителем директора Азербайджанского телеграфного агентства (АзерТАдж) при Совете Министров Азербайджанской ССР. С его именем связано создание специального отдела переводов агентства. Багир Сеидзаде обладал богатейшими знаниями, высоким мастерством перевода, широким кругозором, и неслучайно среди сотрудников агентства он считался живой энциклопедией.
Багир Сеидзаде признан одним из основоположников азербайджанской школы перевода.
Награждён Орденом Трудового Красного Знамени, Орденом «Знак Почета», медалью «21 Азер» и медалями.
Багир Сеидзаде скончался 24 марта 1968 года. Похоронен на «Аллее почётного захоронения» в Баку.